# چهار (آلبوم وان دایرکشن)
 «چهار» (به انگلیسی: Four) آلبومی از وان دایرکشن است که در ۱۷ نوامبر ۲۰۱۴ منتشر شد.
این آلبوم در چارت‌های ایتالیا، اسکاتلند، ایرلند، نروژ، استرالیا، هلند، آمریکا، دانمارک، سوئد، فلاندرز، نیوزلند، پرتغال، اتریش، بریتانیا، در رتبه اول و در چارت‌های والونیا، فرانسه، آلمان، اسپانیا، لهستان، فنلاند، سوئیس، جزو ده آلبوم اول قرار گرفت.